# IEEE 802.1p
IEEE 802.1p是IEEE 802.1Q（VLAN標籤技術）標準的擴充協定，两者共同運作，使第二層網路交換器能夠提供流量優先級和動態多播過濾服務。
IEEE 802.1Q標準定義了乙太網路MAC資料框添加的標籤。VLAN標籤有兩部分：VLAN ID（12位元）和PCP（Priority Code Point）（3位元）。IEEE 802.1Q VLAN標準中沒有定義和使用PCP，而802.1P中則定義了PCP。
PCP定義了從0至7的優先值，可以為第二層服務品質（QoS）或服務類（CoS）區分流量。此外，IEEE 802.1p標準也提供了多播流量過濾功能，以確保該流量不超出第二層交換網路範圍。

## 優先級
可用的服務等級有八個，透過加到IEEE 802.1Q資料框表頭3位元的PCP欄位表達，IEEE作了大量建議。
| PCP值 | 优先级    | 缩写 | 流量类型                     |
| ----- | --------- | ---- | ---------------------------- |
| 1     | 0（最低） | BK   | 后台（Background）           |
| 0     | 1（默认） | BE   | 尽力而为（Best Effort）      |
| 2     | 2         | EE   | 极大努力（Excellent effort） |
| 3     | 3         | CA   | 关键应用程序                 |
| 4     | 4         | VI   | 视频，< 100 ms延迟和抖动     |
| 5     | 5         | VO   | 音频，< 10 ms延迟和抖动      |
| 6     | 6         | IC   | 网间控制                     |
| 7     | 7（最高） | NC   | 网络控制                     |

要注意以上的定義是已在IEEE 802.1Q-2005修正，不同於IEEE 802.1D-2004的原始定義。